# Cruz del Rastro (Córdoba)
La Cruz del Rastro es un monumento ubicado en la ciudad de Córdoba, Andalucía, España, que conmemora la matanza de judíos y conversos en 1473. Se encuentra al final de la calle San Fernando, frente al puente de Miraflores y el río Guadalquivir. La leyenda cuenta que estos asesinatos produjeron un rastro de sangre que alcanzó el río Guadalquivir, de ahí el nombre, aunque otros lo relacionan a un rastro (mercado) que había en la zona antiguamente.

## Historia

### Matanza de 1473
Esta cruz conmemora la matanza que se produjo durante el Jueves Santo de 1473, cuando la Virgen de la Hermandad de la Caridad recorría las calles de la ciudad en procesión con un gran número de fieles divididos en dos filas, donde también se encontraban los dos cabildos, el civil y el religioso, y se iban tirando flores al paso de la imagen. Cuando la Virgen se disponía a salir de la calle San Fernando, supuestamente una joven lanzó desde su balcón un cuenco con aguas fecales y llegó hasta el manto de la Virgen.
Alonso Rodríguez, un herrero del barrio de San Lorenzo, indicó que la casa desde donde se había lanzado pertenecía a judíos y propició un ataque feroz a todos los judíos y conversos de la ciudad. Esta matanza intentó ser parada por Pedro de Torreblanca, quien, sin embargo, recibió una herida por su oposición al ataque. La situación fue tan grave que la matanza continuó durante tres días, llegando a un gran número de muertos y de casas incendiadas. En este momento tuvo que interceder Alonso de Aguilar, hermano del Gran Capitán, quien asesinó al herrero con una lanza tras negarse a parar la masacre.
Los amotinados se refugiaron en el compás de la iglesia de San Francisco y recogieron el cadáver del herrero tras la retirada del capitán. Alonso de Aguilar penetró en los barrios de Santa Marina y San Lorenzo, aunque finalmente tuvo que refugiarse en el Alcázar de los Reyes Cristianos protegiendo a algunos judíos. Viendo que el conflicto no terminaría, el capitán decidió trasladar a los judíos a la antigua judería, o incluso algunos acabaron en Aguilar de la Frontera en viviendas que él mismo proporcionó, y perdonó a los amotinados.

### Monumento
Tras los acontecimientos, la Hermandad de la Caridad construyó una lápida en el compás del templo de San Francisco (desaparecida actualmente) y erigió una cruz de hierro sobre un pedestal, que recordaran este fatídico suceso. La cruz original desapareció con el tiempo, mientras que la segunda fue instalada en 1814 y permaneció en la misma zona hasta la construcción del Murallón de Córdoba en 1854. Finalmente, la tercera y definitiva cruz fue diseñada por Carlos Sáenz de Santamaría y realizada por el artesano José Cuevas Martínez en 1927, cuando este contaba con diecinueve años.